# .280 Remington
Die .280 Remington, auch bekannt als 7 mm Remington Express, wurde 1957 für die Gewehre von Remington Modelle 740, 760, 721 und 725 eingeführt. Sie basiert auf der .30-06 Springfield, bei der der Hülsenhals verjüngt und etwas verlängert wurde, so dass ein 7-mm-Geschoss (0.284 inch) passt.
Als Konkurrenzmodell zur .270 Winchester gedacht, unterscheidet sich die .280 Remington von dieser nur durch ihre etwas schwächere Ladung und etwas größeren Geschossdurchmesser.
Die .280 Remington konnte sich jedoch nicht wirklich gegen die .30-06 und die .270 Winchester durchsetzen, was sich insbesondere in den Verkaufszahlen widerspiegelte. So versuchte Remington im Jahr 1979, mit der Umbenennung auf 7 mm Remington Express den Umsatz der .280 Remington zu steigern. Da der Absatz weiter stagnierte und die Schützen in den USA durch die neue Bezeichnung verwirrt wurden, sah sich Remington im Jahr 1981 gezwungen, die Umbenennung wieder rückgängig zu machen.

## Bezeichnung
Im deutschen Nationalen Waffenregister (NWR) wird die Patrone unter Katalognummer 49 unter folgenden Bezeichnungen geführt (Auswahl, gebräuchliche Bezeichnungen in Fettdruck)
- .280 Rem (Hauptbezeichnung)
- 7mm Exp. Rem.
- 7mm Express Remington
- 7x65 Remington